# Aleksandr Michajlin
Aleksandr Michajlin,  ros. Александр Вячеславович Миха́йлин (ur. 18 sierpnia 1979) – rosyjski judoka, wicemistrz olimpijski, trzykrotny mistrz świata, sześciokrotny mistrz Europy.
Największym sukcesem zawodnika jest srebrny medal igrzysk olimpijskich w Londynie oraz dwa złote medale mistrzostw świata zdobyte w 2001 i 2005 roku w kategorii powyżej 100 kg. W 2001 zdobył też mistrzostwo świata w kategorii open. Startował w Pucharze Świata w latach 1999–2002, 2004, 2005, 2007, 2008, 2011, 2012 i 2018.